# Castell d'Hérouville
El Castell d'Hérouville és un castell francès del segle xviii, concretament del 1740, situat a la vila d'Hérouville-en-Vexin, al departament de la Val d'Oise a França, prop de París. El castell va ser construït el 1740 per Gaudot un arquitecte de l'escola de Roma, basant-se en les restes d'un castell anterior del segle xvi. Al segle xix va ser utilitzat com a posta de missatgeria (entre Versalles i Beauvais) i a l'estable hi havia un centenar de cavalls. El castell va ser pintat per Vincent van Gogh, qui està enterrat a sobre.

## Llista parcial d'àlbums enregistrats al Château d'Hérouville
- Gong – Camembert Electrique (1971)
- José Afonso – Cantigas do Maio (1971)
- Elton John – Honky Château (1972), Don't Shoot Me I'm Only the Piano Player i Goodbye Yellow Brick Road (both 1973)
- Pink Floyd – Obscured by Clouds (1972)
- Joan Armatrading & Pam Nestor – Whatever's for Us (1972)
- T. Rex – The Slider (1972) i "Tanx" (1973)
- Jethro Tull – Nightcap: The Unreleased Masters 1972-1991 (enregistrat 1972, editat 1993) i A Passion Play - An Extended Performance (The Château d'Hérouville Sessions, enregistrat 1972, editat 2014)
- Cat Stevens – Catch Bull at Four (1972)
- MC5 – "Thunder Express" (1972)
- Uriah Heep – Sweet Freedom (1973)
- David Bowie – Pin Ups (1973) i Low (1977)
- Alain Kan – Et Gary Cooper s'éloigna dans le désert... (1974)
- Bad Company – Burnin' Sky (1976)
- Iggy Pop – The Idiot (1977)
- Bee Gees – "How Deep Is Your Love" i "Stayin' Alive" de Saturday Night Fever (1977)
- Jacques Higelin – Alertez les bébés (1976), No Man's Land (1977), Champagne pour tout le monde, i Caviar pour les autres... (1979)
- Rainbow – Long Live Rock 'n' Roll (1978)
- Sweet – Level Headed (1978)
- New Trolls – Aldebaran (1978)
- Claudio Baglioni – E tu come stai? (1979)
- Sham 69 – The Adventures of Hersham Boys (1979)
- Kazuhiko Kato – Belle Excentrique (1981)
- Fleetwood Mac – Mirage (1982)
- Michael Schenker Group – Assault Attack (1983)
- Chris Bell – I Am the Cosmos (enregistrat 1974-75, editat 1992)